# Frank Henry (cyclisme)
Pour les articles homonymes, voir Frank Henry et Henry.
François Henry, dit « Frank Henry », né le 5 octobre 1892 à Landerneau, mort pour la France le 9 novembre 1914 à Courcelles-sur-Vesle, est un cycliste français.

## Biographie
François Henry naît le 5 octobre 1892 à Landerneau, dans le Finistère, au domicile familial de la rue du Gaz. Il est le fils d'Alexandre Landerneau, jardinier, et de Marie-Anne Edbrooke, une cuisinière d'origine anglaise née à Londres. C'est elle qui prend l'habitude de l'appeler Frank. Il est le troisième des quatre enfants de la famille : Alexandre, l'aîné, meurt pendant la Première Guerre mondiale, le 25 septembre 1917, sa sœur Marie meurt en 1968, tandis que son petit frère Guillaume, né en 1895, meurt en bas âge, à sept mois.
Frank Henry travaille d'abord comme mécanicien à Landerneau, tout en participant à des compétitions cyclistes sur route en amateur. Ses bons résultats lui valent d'être repéré par l'ancien coureur professionnel Paul Ruinart, directeur du Vélo Club de Levallois, l'un des meilleurs clubs français.
Avant la Première Guerre mondiale, il est l'espoir du cyclisme. Il remporte le Critérium du Midi en 1913 et 1914, devient champion de France sur route des indépendants. Toujours dans la catégorie des indépendants, il remporte en 1913 et 1914, Paris-Roubaix et Paris-Tours en 1913.
Au début de la Première Guerre mondiale, Henry est mobilisé au 87e régiment d'infanterie ; il est motocycliste et utilisé par le Grand Quartier général. Le 9 novembre 1914, sa moto roule sur une grenade et il meurt à la suite de l'explosion.
Il repose au cimetière de Courcelles-sur-Vesle.

## Palmarès
- 1911
  - 2e de Paris-Meaux-Paris
  - 2e de Paris-Compiègne
  - 2e de Paris-Montereau
- 1912
  - Paris-Senlis
  - Paris-Reims
  - Paris-Sens
- 1913
  -  Champion de France sur route - indépendant
  - Paris-Troyes
  - Roubaix-Lens-Roubaix
  - Paris-Roubaix indépendants
  - Circuit du Midi :
    - Classement général
    - 1re et 2e étapes

  - Paris-Honfleur
  - Paris-Tours indépendants
  - Paris-Évreux
  - Prix René Pottier
  - Critérium du Lyon Républicain
  - Lyon-Roanne-Lyon
  - Championnat de Paris
  - 2e de Paris-Dieppe
- 1914
  - Paris-Châteauroux
  - Paris-Saint-Dizier
  - Paris-Roubaix indépendants
  - Championnat de Paris sur route
  - Circuit de Tours
  - Critérium du Lyon-Républicain
  - Bordeaux-Toulouse
  - Circuit du Midi :
    - Classement général
    - 1re et 2e étapes

  - 2e de Paris-Nancy
  - 2e de Paris-Reims
  - 2e de Paris-Tours indépendants
  - 3e du Championnat de Paris